# Eleftherochóri (ort i Grekland, Mellersta Makedonien)
Eleftherochóri är en ort i Grekland.   Den ligger i prefekturen Nomós Kilkís och regionen Mellersta Makedonien, i den norra delen av landet, 400 km norr om huvudstaden Aten. Eleftherochóri ligger 92 meter över havet och antalet invånare är 176.
Terrängen runt Eleftherochóri är kuperad åt nordost, men åt sydväst är den platt. Runt Eleftherochóri är det ganska glesbefolkat, med 40 invånare per kvadratkilometer. Närmaste större samhälle är Kilkis, 13,0 km sydost om Eleftherochóri. Trakten runt Eleftherochóri består till största delen av jordbruksmark.